# Barão de Nevogilde
Barão de Nevogilde é um título nobiliárquico criado por D. Maria II de Portugal, por Decreto de 10 de Maio de 1836, em favor de Manuel Mendes de Morais e Castro.
Titulares
1. Manuel Mendes de Morais e Castro, 1.º Barão de Campolide;
2. Henrique José Mendes de Morais e Castro, 2.º Barão de Campolide;
3. Carlota Rita Borges de Morais e Castro, 3.ª Baronesa de Nevogilde.